# Pica (arma)

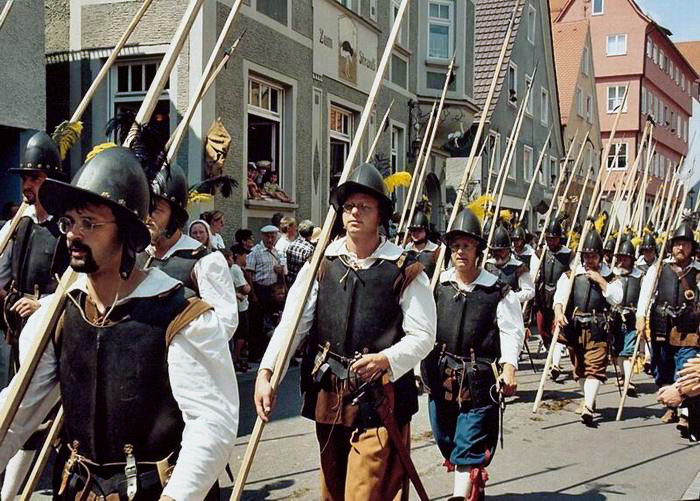
Reproducció moderna d'un regiment de piquers.

La pica és una arma d'infanteria principalment en els atacs de cos a cos i càrregues de la cavalleria. El soldat armat amb pica es diu piquer. Les falanges de la Grècia clàssica ja la feien servir. S'assembla a la llança, però la punta de ferro és més petita. S'havia de manejar amb les dues mans i no es llançava. Quan s'hi afegeix una destral, es diu alabarda. La pic va passar de moda al segle xvii quan va arribar la baioneta de dolla per posar al canó del fusill.
Feien entre els tres i els sis metres de longitud. Per a obtenir aquesta dimensió era menester una fusta resistent, com per exemple el freixe, que es reforçava a vegades amb dues tires d'acer, una a cada banda de l'asta. Els piquers solien portar alguna altra arma més curta, com una espasa, quan en el combat de cos a cos la llargària de la pica esdevenia un obstacle.
És una arma senzilla i molt antiga, i s'han observat tot i ximpanzés que esmolen pals de fusta amb les dents per a caçar petits mamífers.

## Usos

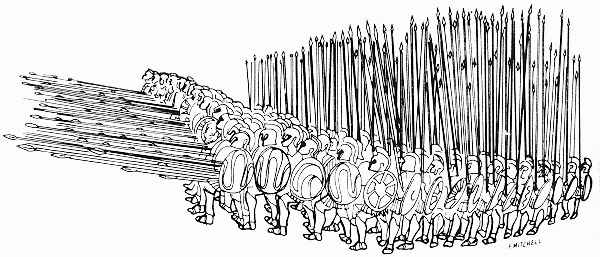
Falange macedoniana

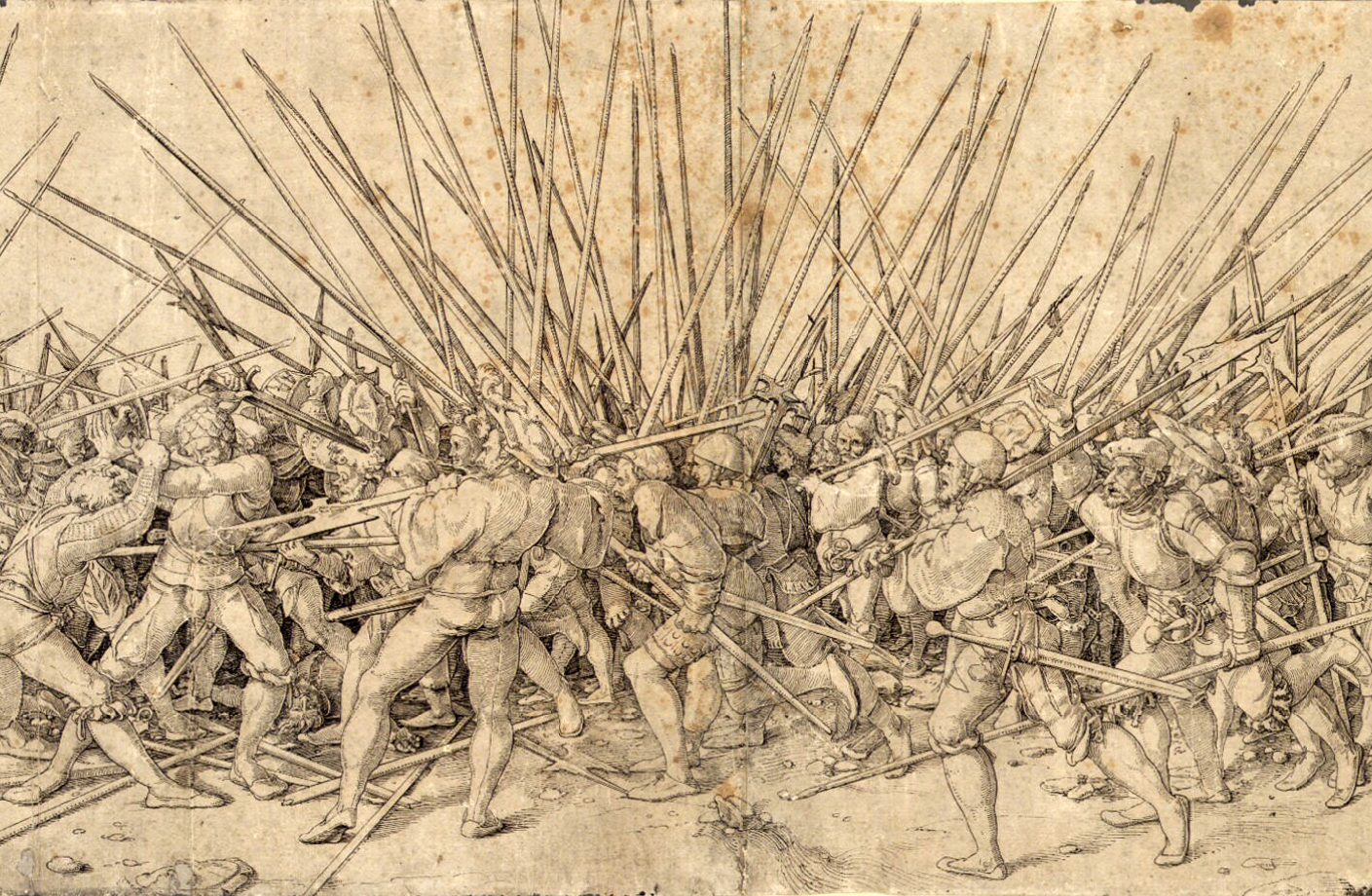
Piquers suïssos i lansquenets lluiten en una "empenta de piques" durant les Guerres Italianes.

Era l'arma preferida dels hoplites grecs. Les falanges dels exèrcits de Filip II de Macedònia, pare d'Alexandre el Gran feien servir una arma semblant que es deia sarissa.
La formació pesada de piquers va renéixer a Suïssa durant la baixa edat mitjana. Aquestes armes s'empraven per frenar les càrregues de cavalleria, ja que les llargues piques constituïen una mena muralla defensiva. Durant la baixa edat mitjana i el Renaixement, els piquers formaven la part defensiva dels exèrcits, mentre que la cavalleria era la part més ofensiva.
Al camp de batalla, les piques s'utilitzaven en formacions de falange o d'eriçó. Per exemple, els escocesos van formar regiments de schiltrons per lluitar contra la cavalleria pesant anglesa en la batalla de Bannockburn el 1314. Els espanyols van desenvolupar els terços, en la qual els arcabussers protegien els flancs de la falange. Durant el segle xvii, encara es feien servir grans formacions de piquers, normalment com a protecció d'unitats de mosqueters.
L'avantatge de la pica era que, en ser tan llarga, es podia fer front a l'enemic amb quatre files de piques alhora. D'aquesta manera, l'enemic no només s'estavellava contra les llances de la primera fila del quadre, sinó que ho feia contra les piques de les quatre primeres files. A més, per ser més llarga que les llances de cavalleria, permetia aturar les càrregues de cavalleria, empalant el genet abans que aquest pogués tocar els piquers. A causa d'això, per trencar una formació de piquers amb una càrrega de cavalleria, es necessitava assumir una veritable carnisseria. El punt feble d'una formació de piquers eren els flancs. Si l'enemic aconseguia carregar per enrere o una banda, la pesada formació de piques no podia treure avantatge. Aquest problema el solucionaven els antics grecs amb unitats de suport que protegien els flancs.
Com que eren una formació densa i lenta, també eren vulnerables a unitats d'atac a distància. En l'antiguitat, els fustigadors il·liris, armats amb javelines van poder destrossar una falange grega per ser més mòbils, i la van obligar a adoptar els seus propis fustigadors. En l'edat moderna, els arcabussers espanyols van destrossar a trets els quadres de piques suïssos, imposant l'ús d'arcabussos amb les piques.

## Tractats
L’ús real de les piques i de les unitats de piquers suposen uns coneixements previs i una pràctica de les maniobres considerable. Hi ha alguns tractats teòrics que presenten el tema amb una certa profunditat. Entre altres els següents.
- 1593. Discurso sobre la forma de reduzir la disciplina militar à mejor y antiguo estado. Luís Sánchez Londoño.[11]
- 1595. Instructions, Observations, and Orders Mylitarie. Requisite for all Chieftaines, Captaines, and Officers to understand....J.Smithe.[12]
- 1596. Theorica y Practica de Guerra. Bernardino de Mendoça.[13]